# Rachel Brand

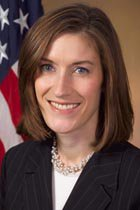
Rachel Brand (2017)

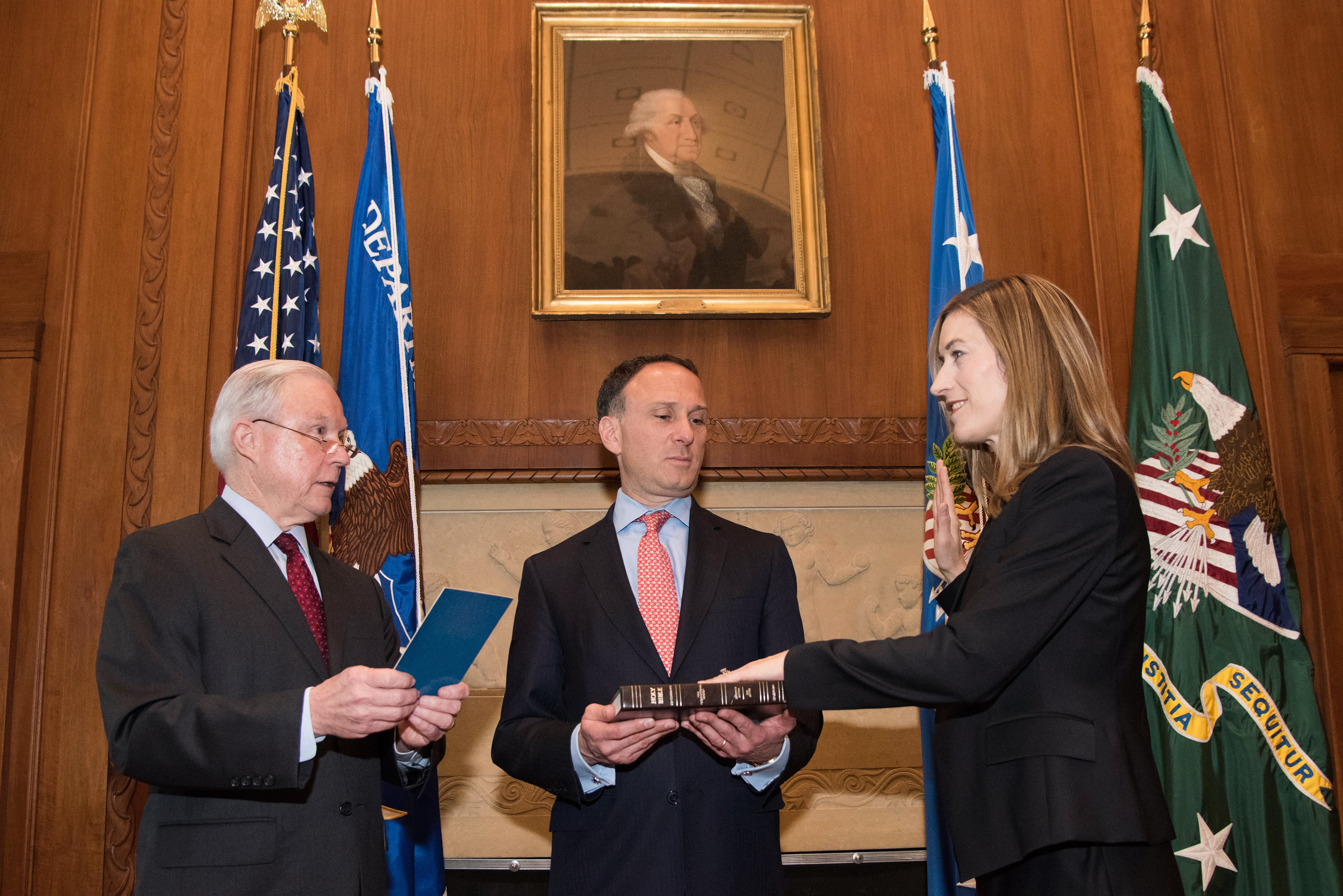
Amtseinführung Brands mit Justizminister Jeff Sessions (links)

Rachel Lee Brand (geboren am 1. Mai 1973 in Muskegon, Michigan) ist eine amerikanische Juristin. Vom 22. Mai 2017 bis zum 20. Februar 2018 war sie US Associate Attorney General und hatte damit das dritthöchste Amt im Justizministerium der Vereinigten Staaten inne. Sie wechselte in die Privatwirtschaft zu Walmart.

## Leben
Rachel Brand ist die Tochter von Milchbauern niederländischer Herkunft. Sie wuchs in Pella, Iowa, auf und schloss die dortige Pella Christian High School 1991 ab. Sie begann das Studium an der University of Minnesota in Morris, erhielt dort 1995 nach einem Auslandsaufenthalt in Mérida (Venezuela) den Bachelorgrad und ging an die Harvard Law School zum Studium der Rechtswissenschaft. Dort wirkte sie als stellvertretende Chefredakteurin des Harvard Journal of Law and Public Policy und engagierte sich in der konservativen Federalist Society. 1998 schloss sie dort mit dem Juris Doctor ab.
Von 1998 bis 1999 war Brand Law clerk (Mitarbeiterin) Charles Frieds, eines Harvard-Professors und Richters am Massachusetts Supreme Judicial Court. 1999 wurde Brand in New York und 2000 im District of Columbia als Rechtsanwältin zugelassen. Sie beriet 1999 das – erfolglose – Vorbereitungskomitee Elizabeth Doles zur Präsidentschaftswahl 2000 und gehörte nach einer kurzen Tätigkeit für eine Washingtoner Anwaltskanzlei Anfang 2001 dem Übergangsteam des gewählten Präsidenten George W. Bush an – während der Nachzählung des Präsidentschaftswahlergebnisses in Florida (Bush v. Gore) war sie in Tallahassee vor Ort. Anschließend arbeitete Brand in der Regierung Bush, bis 2002 für den Rechtsberater des Weißen Hauses Alberto R. Gonzales, für den sie nach 9/11 den Aufbau des Ministeriums für Innere Sicherheit mitbetreute. Zwischen 2002 und 2003 arbeitete Brand als Law clerk für den Supreme-Court-Richter Anthony Kennedy und ab 2003 für das US-Justizministerium, ab 2005 als Assistant Attorney General für Rechtspolitik, zuständig unter anderem für die Vorbereitung der Supreme-Court-Kandidaten John G. Roberts und Samuel Alito auf ihre Senatsanhörungen. 2008 kehrte sie in eine Anwaltskanzlei in Washington zurück, der sie bis 2011 angehörte. Ab 2010 war sie Associate Professor für Recht an der George Mason University und arbeitete für das US Chamber Litigation Center insbesondere gegen Marktregulierungen, was ihr bei der Senatsanhörung 2017 den Vorwurf zu großer Unternehmensfreundlichkeit eintrug. Von 2012 bis 2017 gehörte Brand unter Präsident Barack Obama dem Privacy and Civil Liberties Oversight Board an, einer unabhängigen Aufsichtsbehörde innerhalb des Weißen Hauses zum Schutz der Bürgerrechte bei der Terrorismusbekämpfung.
US-Präsident Donald Trump nominierte Brand am 1. Februar 2017 als US Associate Attorney General. Die Nominierung wurde im April 2017 vom Justizausschuss mit 11 zu 9 Stimmen (entlang der Parteilinien) ans Senatsplenum weitergeleitet. Am 18. Mai wurde sie mit 52 zu 46 Stimmen vom Senat der Vereinigten Staaten für das Amt bestätigt und am 22. Mai vereidigt. Sie war die erste Frau in diesem Amt und für Bürgerrechts-, Umwelt- und Antitrustfragen zuständig – und damit für die Aufsicht über so umstrittene Themen wie Transgenderrechte und das Einreisemoratorium gegen Bürger mehrheitlich muslimischer Länder (Executive Order 13780). Hätte sich ihr direkter Vorgesetzter Rod Rosenstein wegen seiner Rolle bei der Entlassung des FBI-Direktors James Comey für befangen erklärt, hätte Brand die Aufsicht über die Ermittlungen gegen Präsident Trump und sein Team im Zusammenhang mit vermuteten Russland-Verbindungen übernehmen müssen, die Sonderermittler Robert Mueller führt. Als problematisch galt dabei Brands fehlende Erfahrung im Bereich der Strafverfolgung. Am 9. Februar 2018 teilte das Justizministerium mit, Brand werde das Haus verlassen und in die Privatwirtschaft wechseln.
Brand wechselte als Vizepräsidentin (Executive Vice President) und als Corporate Secretary zu Walmart. Am 20. Februar 2018 trat sie ihre Position bei Walmart an.
Brand lernte in Harvard ihren späteren Ehemann Jonathan Cohn kennen, der zeitweilig ebenfalls für das US-Justizministerium arbeitete. Das Paar hat zwei Söhne. Sie gehört der presbyterianischen Kirche an und ist in ihrer örtlichen Kirchengemeinde engagiert. Im Februar 2018 zog sie mit ihrer Familie nach Bentonville, Arkansas.